# Flora Rodríguez de Gobbi
Flora Hortensia Rodríguez de Gobbi (Chile, ca. 1885-Buenos Aires, 22 de julio de 1952) fue una destacada cantante, actriz y bailarina chilena de tango, que se radicó en Buenos Aires en 1905. Allí se casó con el también músico y artista Alfredo Eusebio Gobbi, con quien formó un famoso dúo conocido como Los Gobbi o Los Reyes del Gramófono, que grabó gran cantidad de discos en las dos primeras décadas del siglo XX y fueron uno de los artistas más exitosos de los primeros años del tango, durante la llamada Guardia Vieja. Flora Gobbi fue la primera cantantre en grabar tangos en 1905 y una de las fundadoras de la cancionística del tango. 
Su hijo, Alfredo Gobbi, fue también un famoso músico de tango en la década de 1940.

## Biografía
Flora Rodríguez nació en Chile cerca de 1885. De muy joven se dedicó al teatro. Estando de gira en Buenos Aires, a comienzo del siglo XX, conoció al músico y comediante Alfredo Eusebio Gobbi, con quien se casó en 1905.
Desde entonces ambos se especializaron en actuaciones musicales cómicas, en las que interpretaban canciones camperas y tangos, en el momento en que el tango estaba en formación, adoptando el nombre de "Los Gobbi".
Fueron uno de los primeros artistas argentinos en grabar cilindros para fonógrafo y discos para gramófono, y por el éxito obtenido y la cantidad grabada en las dos primeras décadas del siglo XX se presentaban como "Los Reyes del Gramófono". Entre los autores que grabaron se encuentran canciones de Ángel Villoldo, Eugenio G. López, Diego Munilla, Francisco Romeral y Saúl Salinas.
Los Gobbi viajaron por toda América y Europa difundiendo internacionalmente el tango.

## Relaciones familiares
Su hijo, Alfredo Gobbi, fue también un célebre director de orquesta de tango.